# Lothar Fichtner
Lothar Willy Fichtner (* 26. Dezember 1934 in Chemnitz) ist ein ehemaliger deutscher Politiker (SED). Er war Vorsitzender des Rats des Bezirks Karl-Marx-Stadt.

## Leben
Fichtner, Sohn einer Arbeiterfamilie, erlernte nach dem Besuch der Schule in Grüna zwischen 1949 und 1952 den Beruf des Industriekaufmanns. Anschließend arbeitete er bis 1956 im VEB Energieversorgung Karl-Marx-Stadt. 1949 trat er der FDJ bei. 1955 wurde er Mitglied der SED. Von 1956 bis 1959 studierte er an der Ingenieurschule für Elektroenergie in Zittau. Sein Studium schloss er als Ingenieurökonom ab. Von 1960 bis 1966 war er Sekretär für Wirtschaft der FDJ-Bezirksleitung Karl-Marx-Stadt. Zwischen 1966 und 1976 wirkte er als politischer Mitarbeiter in der Abteilung Jugend beim ZK der SED. Von 1967 bis 1972 absolvierte Fichtner zusätzlich ein Fernstudium an der Parteihochschule „Karl Marx“ mit Abschluss als Diplom-Gesellschaftswissenschaftler.
Von 1976 bis 1981 war er Erster Sekretär der SED-Kreisleitung Glauchau und von 1979 bis 1981 Abgeordneter des dortigen Kreistages. Von 1981 bis Juni 1990 war er Vorsitzender des Rats des Bezirkes Karl-Marx-Stadt, Mitglied des Sekretariats der SED-Bezirksleitung Karl-Marx-Stadt sowie Abgeordneter des Bezirkstages Karl-Marx-Stadt.
Von 1986 bis März 1990 war Fichtner zudem Abgeordneter der Volkskammer und dort Mitglied des Verfassungs- und Rechtsausschusses.
Fichtner wurde am 2. November 1990 vom Kreisgericht Chemnitz wegen Anstiftung zur Fälschung der Ergebnisse der Kommunalwahl im Mai 1989 zu zehn Monaten Freiheitsstrafe auf Bewährung verurteilt. Von 1990 bis 2000 arbeitete er als Manager in einer Wirtschafts- und Steuerberatungsgesellschaft. 2000 trat er in den Ruhestand.

## Schriften
- Die Bedeutung der Bewegung „Messe der Meister von Morgen“ für die Entwicklung junger sozialistischer Persönlichkeiten. Zentralstelle „Messe der Meister von Morgen“, Berlin 1970.
- (zusammen mit Wolf-Dietrich Keim): Berufswettbewerb – Bestandteil des sozialistischen Wettbewerbs. – In: Einheit, Heft 8 (1974), S. 976ff.
- Aufgaben der Grundorganisationen der Partei bei der Stärkung des sozialistischen Jugendverbandes. – In: Einheit, Heft 1 (1981), S. 82–85.

## Auszeichnungen
- Vaterländischer Verdienstorden in Bronze (1975), in Silber
- Banner der Arbeit